# Intramuros
Pour les articles homonymes, voir Intramuros (homonymie).
Intramuros est le quartier le plus ancien de Manille, la capitale des Philippines. Il est situé le long de la rive méridionale du fleuve Pasig et a été construit par les Espagnols au XVIe siècle.
Pendant la période coloniale espagnole, « Intramuros » désignait la ville de Manille elle-même.

## Étymologie
Intramuros vient du latin intra muros qui signifie littéralement dans les murs, en référence au fait qu'Intramuros était une ville fortifiée.

## Historique

### Installations pré-hispaniques
À l'emplacement d'Intramuros se trouvait un site malais-islamique, dominé par trois chefs de clan, Rajah Sulayman, Lakan Dula et Rajah Matanda, et appelé Maynilad. Le nom de Maynilad viendrait d'une plante d'eau nommée nilad et poussant en abondance le long des berges du fleuve Pasig.
La présence de ce fleuve et l'accès qu'il fournissait à la baie de Manille en faisaient un emplacement stratégique permettant notamment un commerce avec de nombreuses populations asiatiques comme les négociants chinois et islamiques venant de Chine, de Bornéo, d'Indonésie... C'est ainsi que Maynilad est devenu la place forte des chefs indigènes qui ont régné dans le secteur avant l'arrivée des Européens à Luçon.

### Période coloniale espagnole

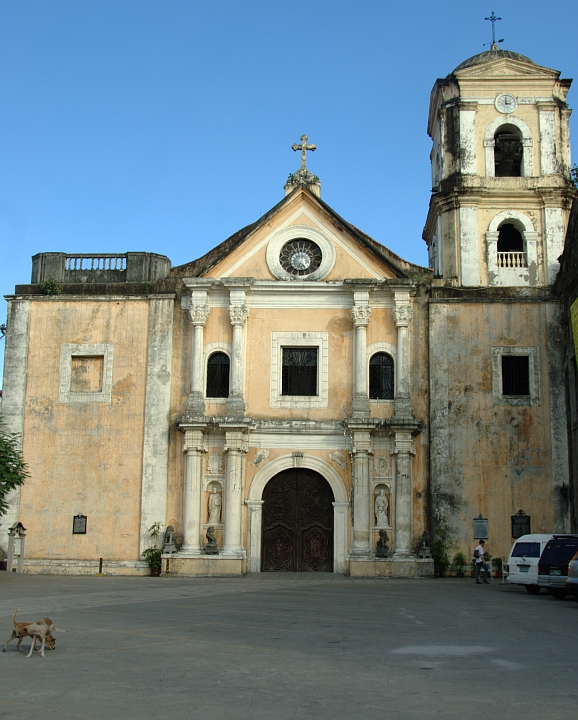
Façade de l'Église Saint-Augustin (Intramuros).

Le 13 février 1565, des conquistadors, menés par Miguel López de Legazpi et arrivant de la Nouvelle-Espagne (Mexique), accostent sur l'île de Cebu, où ils établissent la première colonie espagnole de l'archipel. Quelque temps plus tard, ayant entendu parler des richesses de Manille par des indigènes locaux, López de Legazpi envoie deux de ses hommes, Martín de Goiti et Juan de Salcedo, explorer les régions les plus au nord du Visayas. C'est ainsi qu'en 1570, les Espagnols arrivent sur l'île de Luçon et font la guerre aux populations autochtones, vaincues en 1571. López de Legazpi fait alors un pacte de paix avec Rajah Sulayman, Rajah Lakandula et Rajah Matanda, qui se voient obligés de remettre Manille aux Espagnols.
Découvrant les ressources de Manille, López de Legazpi fait de celle-ci la nouvelle capitale de la colonie espagnole des Philippines le 24 juin 1571. Le roi de l'Espagne, ravi de cette nouvelle conquête, décerne un blason à la ville et la déclare Ciudad Insigne y Siempre Leal (ville toujours fidèle et éminente). Les plans de la ville sont commencés par López de Legazpi, devenu premier gouverneur général sur les îles. Il y construit des forts, des routes, des églises et des écoles. Les plans pour Intramuros sont basés sur l'ordonnance royale du roi Philippe II et sont édités le 3 juillet 1573 à San Lorenzo (Espagne). La ville est conçue sur la base d'une structure médiévale de château et occupe 64 hectares de terrain. Elle est entourée par des murs larges de 8 m et hauts de 22 m.
Intramuros, achevée en 1606, servira de centre politique, militaire et religieux aux Espagnols pendant toute la durée de leur colonie aux Philippines.
En 1762, Intramuros est conquise par les Anglais et occupée jusqu'en 1764, durant la guerre de Sept Ans.
On trouve à l'intérieur d'Intramuros plusieurs églises catholiques, comme la cathédrale de Manille et l'église de San Agustín, des couvents et des écoles catholiques (Universidad de Santo Tomás, Colegio de San Juan de Letran...) dirigées par des Dominicains, Augustins, Franciscains ou Jésuites. Le palais du Gouverneur, la résidence officielle des vice-rois espagnols aux Philippines, était à l'origine dans Intramuros avant son déplacement vers le palais de Malacañan. Seuls les Espagnols et métis étaient autorisés à participer aux questions politiques et à s'installer à l'intérieur de la ville fortifiée. Les indigènes chrétiens et les Chinois pouvaient également s'y rendre mais ne pouvaient pas s'y installer.

### Édifices religieux
- La cathédrale de Manille
- L'Église San Augustín

### Seconde Guerre mondiale
Durant la Seconde Guerre mondiale, de nombreuses zones d'Intramuros ont été endommagées par des bombardements japonais, américains et philippins. En 1945, les soldats japonais qui occupaient les îles, ont envahi Intramuros, y tuant de nombreux civils et soldats philippins et détruisant la plupart des bâtiments d'origine. Environ 100 000 personnes sont mortes durant la bataille de Manille.

### Aujourd'hui
Dans les années 1980, sous l'impulsion de la Première dame philippine, Imelda Marcos, l'administration a restauré la ville. C'est actuellement la seule zone de Manille où l'influence hispanique est encore préservée. Une grande partie du développement de l'actuelle Manille se fait à l'extérieur d'Intramuros, mettant à l'abri de la modernité les vieux murs, les rues et les églises d'Intramuros. Toutefois, l'on y trouve des enseignes comme Jollibee, McDonald's ou Starbucks à côté d'établissements éducatifs distingués. Les vieux fossés entourant Intramuros ont été comblés et transformés en cours de golf. La garnison de fort Santiago est désormais un site touristique où les visiteurs peuvent retrouver à quoi ressemblait Manille au temps des Espagnols.
Intramuros abrite quelques-uns des plus prestigieux établissements d'enseignement des Philippines. Il s'agit de l'Université de la Ville de Manille, l'école technique Mapúa Institute of Technology, le Lyceum of the Philippines University, le Colegio de San Juan de Letran et des grandes écoles telles que la Manila High School et le Colegio de Santa Rosa. Il y a également des endroits appelés Baluartes dans Intramuros. Baluarte est un mot espagnol pour « bastion ». Ces endroits sont des forteresses des Espagnols de l'ère espagnole. Il y a des baluartes notables dans Intramuros tels que le Baluarte De San Diego, Baluarte de San Gabriel, Baluarte de Sta Barbara et Baluarte de San Andres. En outre Intramuros restaure également sa vieille « Puerta » (Portes) qui était l'entrée principale à la ville murée.

## Sources
- (en) Cet article est partiellement ou en totalité issu de l’article de Wikipédia en anglais intitulé « Intramuros » (voir la liste des auteurs).